# 고약한 문제
계획과 정책에서 고약한 문제(wicked problem), 사악한 문제, 난제는 불완전하고, 모순적이며, 자주 인식하기 어려운 변화하는 요구사항 때문에 해결하기 어렵거나 불가능한 문제이다. 이것은 문제에 대한 단일한 해결책이 없어 고칠 수 없는 아이디어 또는 문제를 나타내며, "고약하다(wicked)"는 것은 악하다는 것을 의미하는 것이 아니라 해결에 대한 저항을 의미한다. 다른 정의는 "사회적 복잡성으로 인해 확정적인 종결점이 없는 문제"이다. 복잡한 상호의존성 때문에, 고약한 문제의 한 측면을 해결하려는 노력은 다른 문제를 드러내거나 생성할 수 있다. 그 복잡성 때문에, 고약한 문제들은 종종 조직적인 무책임으로 특징지어진다.
이 문구는 원래 사회 정책에서 사용되었다. 현대적 의미는 1967년 C. 웨스트 처치먼이 학술지 《매니지먼트 사이언스》에 쓴 초청 사설에서 소개되었다. 그는 "형용사 '고약한(wicked)'은 이 문제들의 해로운, 심지어 악한 특성을 묘사하기 위한 것으로, 제안된 '해결책'이 종종 증상보다 더 나쁜 결과를 낳는 경우가 있다"고 설명한다. 사설에서 그는 고약한 문제를 처음 설명한 사람으로 호르스트 리텔을 언급하지만, 이 용어를 만든 사람은 처치먼일 수도 있다. 처치먼은 운용과학의 도덕적 책임에 대해 "우리 '해결책'이 관리자의 고약한 문제를 길들이는 데 어떤 점에서 실패했는지 관리자에게 알리는 것"이라고 논했다. 리텔과 멜빈 M. 웨버는 1973년 출판 논문에서 고약한 문제 개념을 공식적으로 설명하며, 수학, 체스, 퍼즐 풀이에서 상대적으로 "길들여진", 해결 가능한 문제들과 "고약한" 문제들을 대조했다.

## 특성
리텔과 웨버의 1973년 사회 정책 계획에서의 고약한 문제 공식화는 10가지 특성을 명시했다.
1. 고약한 문제에는 확정적인 공식화가 없다.
2. 고약한 문제에는 종결 규칙이 없다.
3. 고약한 문제의 해결책은 참-거짓이 아니라 더 좋거나 더 나쁘다.
4. 고약한 문제의 해결책에는 즉각적이거나 궁극적인 시험이 없다.
5. 고약한 문제의 모든 해결책은 "일회성 작전"이다; 시행착오를 통해 배울 기회가 없으므로, 모든 시도는 중요하게 작용한다.
6. 고약한 문제에는 셀 수 있는 (또는 철저히 설명할 수 있는) 잠재적 해결책 집합이 없으며, 계획에 통합될 수 있는 허용 가능한 작업 집합도 잘 설명되어 있지 않다.
7. 모든 고약한 문제는 본질적으로 고유하다.
8. 모든 고약한 문제는 다른 문제의 증상으로 간주될 수 있다.
9. 고약한 문제를 나타내는 불일치의 존재는 수많은 방식으로 설명될 수 있다. 설명의 선택은 문제 해결의 성격을 결정한다.
10. 사회 계획가는 틀릴 권리가 없다 (즉, 계획가는 자신이 생성하는 행동의 결과에 대해 책임이 있다).

콘클린은 나중에 고약한 문제의 개념을 계획 및 정책 이외의 영역으로 일반화했다. 콘클린의 정의적 특성은 다음과 같다.
1. 문제는 해결책이 공식화된 후에야 이해된다.
2. 고약한 문제에는 종결 규칙이 없다.
3. 고약한 문제의 해결책은 옳거나 그르지 않다.
4. 모든 고약한 문제는 본질적으로 새롭고 고유하다.
5. 고약한 문제의 모든 해결책은 "일회성 작전"이다.
6. 고약한 문제에는 주어진 대안적 해결책이 없다.

## 예시
고약한 문제의 고전적인 예시는 경제, 자연 환경, 정치적 문제들을 포함한다. 많은 사람들이 사고방식과 행동을 바꿔야 하는 문제의 해결책은 고약한 문제일 가능성이 높다. 따라서 고약한 문제의 많은 표준 예시는 공공 계획 및 정책 분야에서 나온다. 여기에는 지구 기후변화, 자연 재해, 의료, 에이즈 유행병, 유행성 인플루엔자, 국제 마약 밀매, 핵무기, 노숙 (사회), 사회 불의가 포함된다.
최근 몇 년 동안 많은 분야의 문제들이 고약한 문제의 요소를 보이는 것으로 확인되었다. 예를 들어, 디자인 의사 결정과 지식 경영 측면, 사업 전략, 우주 쓰레기에 이르기까지 다양하다.

## 배경
리텔과 웨버는 사회 정책이라는 맥락에서 이 용어를 만들었다. 사회 정책은 명확한 문제 정의의 부재와 이해관계자들의 다양한 관점 때문에 순수 과학-공학적 접근 방식을 적용할 수 없는 영역이다. 그들의 말에 따르면, 
사회 정책 문제에 대처하기 위한 과학적 기반을 찾는 것은 이러한 문제의 본질 때문에 실패할 수밖에 없다... 정책 문제는 명확하게 정의될 수 없다. 더욱이 다원주의 사회에는 논란의 여지가 없는 공공선과 같은 것이 없다. 공정성에 대한 객관적인 정의도 없고, 사회 문제에 대응하는 정책은 의미 있게 옳거나 틀릴 수 없으며, 이러한 문제에 대한 "최적의 해결책"에 대해 말하는 것은 무의미하다... 더욱 나쁜 것은, 명확한 답의 의미에서 해결책이 없다는 것이다.

따라서 고약한 문제는 다음과 같은 특징도 지닌다.
1. 해결책은 문제가 어떻게 구성되는지에 달려 있으며 그 반대도 마찬가지다 (즉, 문제 정의는 해결책에 달려 있다).
2. 이해관계자는 문제 이해에 대한 근본적으로 다른 세계관과 다른 틀을 가지고 있다.
3. 문제가 영향을 받는 제약 조건과 해결에 필요한 자원은 시간이 지남에 따라 변한다.
4. 문제는 결코 명확하게 해결되지 않는다.

리텔과 웨버는 이 개념을 사회 정책 및 계획 측면에서 구성했지만, 고약한 문제는 서로 다른 관점을 가진 이해관계자가 관련된 모든 영역에서 발생한다. 이를 인식하여 리텔과 쿤즈는 이슈 기반 정보 시스템 (IBIS)이라는 기술을 개발했는데, 이는 그룹 결정의 근거를 객관적인 방식으로 문서화하는 데 도움을 준다.
연구 및 산업 문헌에서 반복되는 주제는 고약한 문제와 디자인 간의 연관성이다. 디자인 문제는 대개 정의가 불분명하고(정해진 진행 방식이 없음), 서로 다른 관점을 가진 이해관계자를 포함하며, "정확한" 또는 "최적의" 해결책이 없기 때문에 고약하다. 따라서 고약한 문제는 표준 (또는 알려진) 방법을 적용하여 해결할 수 없다. 이는 창의적이고 때로는 기업가적인 해결책을 요구한다.

## 고약한 문제에 대처하는 전략
고약한 문제는 문제를 정의하고, 분석하고, 순차적인 단계로 해결하는 전통적인 접근 방식으로는 대처할 수 없다. 그 주요 이유는 고약한 문제의 명확한 정의가 없기 때문이다. 궁극적으로 '고약한' 문제의 해결은 이러한 문제에 관련된 정보 격차를 이해하기 위한 추가 연구를 필요로 한다. 정부는 이러한 문제의 전체 범위를 다루기 위해 증거 기반 과학에 더 많이 투자해야 한다. 적절한 선택지에 대한 광범위한 사고는 이 과정 내에서 더 많은 혁신을 가능하게 할 것이다.
2000년에 발표된 논문에서 낸시 로버츠는 고약한 문제에 대처하기 위한 다음과 같은 전략을 제시했다.
권위적 접근
이 전략들은 문제 해결 책임을 소수의 사람들에게 부여함으로써 고약한 문제를 길들이려 한다. 이해관계자 수의 감소는 문제의 복잡성을 줄이고, 많은 경쟁적인 관점들이 처음부터 제거된다. 단점은 문제 해결을 담당하는 당국과 전문가들이 문제를 해결하는 데 필요한 모든 관점을 이해하지 못할 수 있다는 점이다.
경쟁적 접근
이 전략들은 상반되는 관점들을 서로 대립시켜, 이러한 관점을 가진 당사자들이 선호하는 해결책을 제시하도록 요구함으로써 고약한 문제들을 해결하려고 시도한다. 이 접근 방식의 장점은 다른 해결책들을 서로 비교하여 최선의 것을 선택할 수 있다는 점이다. 단점은 이 대립적 접근 방식이 지식 공유를 저해하는 대립적인 환경을 조성한다는 점이다. 결과적으로 관련 당사자들은 최선의 해결책을 제시할 동기를 갖지 못할 수 있다.
협력적 접근
이 전략들은 모든 이해관계자를 참여시켜 모든 이해관계자를 위한 최선의 해결책을 찾으려 한다. 일반적으로 이러한 접근 방식은 문제와 아이디어를 논의하고 공통적이고 합의된 접근 방식을 공식화하는 회의를 포함한다. 이 접근 방식의 중요한 장점은 강력한 정보 공유 환경을 조성한다는 점이다. 주요 문제는 특정 아이디어가 가능한 해결책을 찾는 데 필수적임에도 불구하고 다른 관련 당사자들이 수용하기에는 너무 논란의 여지가 있을 위험이 있다는 점이다. 연구자들 간의 협력 과정을 강화함으로써, 이 연구 내에서 역할의 광범위한 조정을 가능하게 한다. 이 과정에 다양한 관점을 포함시킴으로써, 고려되는 잠재적 선택지와 수치를 향상시킨다. 고약한 문제 해결에 대한 협업 약속은 근본적인 요인에 대한 추가적인 이해를 가져올 가능성이 높으며, 이를 해결하는 수단을 향상시킬 수 있다.
1972년 논문에서 리텔은 협력적 접근 방식을 시사했다. 이는 "영향을 받는 사람들을 계획 과정의 참여자로 만드는" 시도이다. 그들은 단순히 질문을 받는 것이 아니라 계획 과정에 적극적으로 참여한다. 이 접근 방식의 단점은 고약한 문제 해결에 대한 공유된 이해와 약속을 달성하는 데 시간이 많이 걸린다는 점이다. 또 다른 어려움은 어떤 문제에 대해서는 적어도 한 그룹의 사람들이 다른 그룹이 가진 절대적인 신념과 필연적으로 모순되는 절대적인 신념을 가질 수 있다는 점이다. 이 경우 한 가지 신념이 상대화되거나 완전히 포기되기 전까지는 협업이 불가능해진다.
지난 20년간의 연구는 컴퓨터 지원 논증 기술이 이해관계자 간 의사소통의 효과를 향상시키는 데 가치가 있음을 보여주었다. 대화 매핑 기술은 조직에서 협력적 접근 방식을 사용하여 고약한 문제를 해결하는 데 사용되어 왔다. 보다 최근에는 공공, 민간, 자원 부문 간의 조직 간 협력에 대한 4년간의 연구에서, 정부의 조정이 성공적인 협력을 오히려 저해하여 국가적 이니셔티브의 붕괴로 이어진 조직적 위기를 초래한 것으로 밝혀졌다.

"고약한 문제를 위한 건전한 디자인"에서 로버트 내프는 고약한 문제를 다루는 방법이 있다고 진술했다. 
첫째는 중요한 문제에 대한 행동의 목표를 "해결"에서 "개입"으로 바꾸는 것이다. 문제를 완전히 제거하는 답을 찾는 대신, 행동은 지속적인 과정에서 발생하며, 추가적인 행동이 항상 필요할 것임을 인식해야 한다.

노인 돌봄이나 성병 감소와 같이 의료 분야의 고약한 문제들을 해결하기 위해 설계된 네트워크를 조사하면서, 펄리와 동료들은 관리 네트워크가 "고약한 문제를 관리 가능하게 만드는" "최악의 방법"이 될 수 있다고 제안한다.

## 고약한 문제의 소통

### 문제 구조화 방법
복잡성, 불확실성, 갈등이 수반되는 문제를 다루기 위해 1970년대부터 운용과학 분야에서 문제 구조화 방법(PSM)이라는 다양한 접근법이 개발되었다. PSM은 보통 (혼자서가 아니라) 여러 사람이 협업하여 무엇이 바뀌어야 하는지에 대한 합의를 만들거나 최소한 협상을 용이하게 하는 데 사용된다. 널리 채택된 PSM에는 소프트 시스템 방법론, 전략적 선택 접근법, 전략적 옵션 개발 및 분석(SODA) 등이 있다.

## 관련 개념

### 뒤얽힌 문제와 사회적 뒤얽힘
러셀 L. 애코프는 복잡한 문제들을 뒤얽힌 문제(messes)라고 썼다. "모든 문제는 다른 문제들과 상호작용하므로 상호 연결된 문제들의 집합, 즉 문제들의 시스템의 일부이다.... 나는 그러한 시스템을 뒤얽힌 문제라고 부른다."
애코프의 개념을 확장하여, 로버트 혼은 "사회적 뒤얽힘(Social Mess)은 상호 연결된 문제들과 다른 뒤얽힌 문제들의 집합이다. 복잡성—시스템들의 시스템—은 사회적 뒤얽힌 문제들을 분석하기 어렵고, 더 중요하게는 해결하기 어렵게 만드는 요인들 중 하나이다."
혼에 따르면, 사회적 뒤얽힘의 정의적 특성은 다음과 같다.
1. 문제에 대한 유일한 "정확한" 관점이 없다.
2. 문제에 대한 다른 관점과 모순되는 해결책.
3. 대부분의 문제는 다른 문제들과 연결되어 있다.
4. 데이터가 불확실하거나 누락된 경우가 많다.
5. 다중 가치 갈등.
6. 이데올로기 및 문화적 제약.
7. 정치적 제약.
8. 경제적 제약.
9. 종종 비논리적이거나 비합리적이거나 다중 가치적 사고.
10. 수많은 가능한 개입 지점.
11. 결과를 상상하기 어렵다.
12. 상당한 불확실성, 모호성.
13. 변화에 대한 큰 저항.
14. 문제 해결사(들)가 문제와 잠재적 해결책과 단절되어 있다.

### 발산적 문제와 수렴적 문제
에른스트 프리드리히 슈마허는 그의 저서 《작은 것이 아름답다 (경제학)》에서 발산적 문제와 수렴적 문제를 구별한다. 수렴적 문제는 시도된 해결책이 점차 하나의 해결책이나 답으로 수렴하는 문제들이다. 발산적 문제는 다양한 답들이 더욱 자세히 설명될수록 서로 모순되는 것처럼 보이는 문제들로, 사랑과 공감 같은 더 높은 차원의 능력을 포함하는 다른 접근 방식을 필요로 한다.

### 소프트웨어 개발에서의 고약한 문제
1990년에 드그레이스와 스탈은 소프트웨어 개발에 고약한 문제의 개념을 도입했다. 지난 10년 동안 다른 컴퓨터 과학자들은 소프트웨어 개발이 다른 디자인 관행과 많은 속성(특히 사람, 비즈니스 프로세스, 테크놀로지 문제가 동등하게 고려되어야 한다는 점)을 공유한다는 점을 지적했으며, 리텔의 개념을 자신의 소프트웨어 설계 방법론에 통합했다. 웹(웹 서비스)을 사용하는 복잡한 소프트웨어 정의 서비스의 디자인 및 통합은 이전 소프트웨어 디자인 모델의 진화로 해석될 수 있으며, 따라서 고약한 문제이기도 하다.

### 초고약한 문제
켈리 레빈, 벤자민 캐쇼어, 그레임 올드, 스티븐 번스타인은 2007년 학술대회 논문에서 "고약한 문제"와 "초고약한 문제"의 구분을 도입했으며, 이는 2012년 정책 과학 저널 기사로 이어졌다. 그들은 지구 온난화에 대한 논의에서 초고약한 문제를 다음과 같은 추가적인 특성으로 정의한다.
1. 해결책을 찾는 데 상당한 시간적 제약이 있다.
2. 해결책을 찾는 데 전념하는 중앙 기관이 없다.
3. 문제를 해결하려는 주체가 문제의 원인이기도 하다.
4. 특정 정책이 비합리적으로 미래의 진전을 방해한다.

고약한 문제를 정의하는 요소가 문제 자체와 관련되어 있다면, 초고약한 문제를 정의하는 요소는 이를 해결하려는 주체와 관련되어 있다. 지구 온난화는 초고약한 문제이며, 우리의 장기적 이익을 돌보기 위해 개입해야 할 필요성은 리처드 라자루스를 포함한 다른 사람들에 의해서도 다루어졌다.

## 같이 보기
- 캐치-22
- 분류:문제 구조화 방법
- 협력적 정보 탐색
- 집단행동 문제
- 복합 질문의 오류
- 드라마 이론
- 세계 문제 및 인간 잠재력 백과사전
- 의식의 어려운 문제
- 하이퍼 오브젝트
- 유희적 오류
- 형태 분석
- 비선형계
- 탈정상 과학
- 문제 해결
- 사회 문제
- 사회 붕괴
- 소프트 시스템 방법론
- SSADM
- 체계 이론

### 내용주
1. ↑  Johnston, Jane; Gulliver, Robyn (2022). “What are wicked problems?”. 《Commons Social Change Library》.
2. ↑  “Tackling Wicked Problems: A Public Policy Perspective”. Australian Public Service Commission. 2007년 10월 25일. 2018년 5월 18일에 원본 문서에서 보존된 문서. 2012년 7월 26일에 확인함.
3. ↑  Tonkinwise, Cameron (2015년 4월 4일). “Design for Transitions - from and to what?”. 《Academia.edu》. 2017년 11월 9일에 확인함.
4. ↑  Churchman, C. West (December 1967). 《Wicked Problems》. 《Management Science》 14. B–141–B–146쪽. doi:10.1287/mnsc.14.4.B141.
5. ↑  Skaburskis, Andrejs (2008년 12월 19일). 《The origin of "wicked problems"》. 《Planning Theory & Practice》 9. 277–280쪽. doi:10.1080/14649350802041654. S2CID 145667746. At the end of Rittel's presentation, West Churchman responded with that pensive but expressive movement of voice that some may well remember, 'Hmm, those sound like "wicked problems."'
6. 1 2 3  Rittel, Horst W.J.; Webber, Melvin M. (1973). 《Dilemmas in a General Theory of Planning》 (PDF). 《Policy Sciences》 4. 155–169쪽. doi:10.1007/bf01405730. S2CID 18634229. 2007년 9월 30일에 원본 문서 (PDF)에서 보존된 문서. [Reprinted in Cross, N., 편집. (1984). 《Developments in Design Methodology》. Chichester, England: John Wiley & Sons. 135–144쪽.]
7. ↑  Ritchey 2013.
8. ↑  Conklin 2006, 14쪽.
9. ↑  Johnston, Jayne; Gulliver, Robyn (2025년 2월 19일). “What are Wicked Problems?”. 《The Commons Social Change Library》 (오스트레일리아 영어). 2025년 4월 12일에 확인함.
10. ↑  Hulme 2009.
11. ↑  Courtney 2001.
12. ↑  Camillus 2008.
13. ↑  Lewis, Hugh (2015년 8월 5일). “Trouble in orbit: the growing problem of space junk”. 《BBC 뉴스》. 2019년 4월 26일에 확인함.
14. ↑  Conklin 2006, [쪽 번호 필요]쪽.
15. ↑  Kunz & Rittel 1970.
16. ↑  Rittel 1988.
17. ↑  Stolterman 2008.
18. ↑  Conklin, Jeff (2005). “Wicked Problems & Social Complexity” (PDF). 《Dialogue Mapping: Building Shared Understanding of Wicked Problems》. Wiley.
19. ↑  Conklin, Basadur & VanPatter 2007a.
20. ↑  Conklin, Basadur & VanPatter 2007b.
21. ↑  Arend, R.J. (2015). Wicked Entrepreneurship: Defining the Basics of Entreponerology. Palgrave-MacMillan.
22. ↑  Head, Brian (2015). 《Wicked Problems: Implications for Public Policy and Management》. 《Administration & Society》 47. 711–739쪽. doi:10.1177/0095399713481601.
23. ↑  Roberts 2000.
24. ↑  Rittel 1972.
25. ↑  Shum 2003.
26. ↑  Conklin 2003.
27. ↑  Fischer, Michael D. (2012년 9월 28일). 《Organizational Turbulence, Trouble and Trauma: Theorizing the Collapse of a Mental Health Setting》. 《Organization Studies》 33. 1153–1173쪽. doi:10.1177/0170840612448155. S2CID 52219788.
28. ↑  Fischer, Michael Daniel; Ferlie, Ewan (2013년 1월 1일). 《Resisting hybridisation between modes of clinical risk management: Contradiction, contest, and the production of intractable conflict》 (PDF). 《Accounting, Organizations and Society》 38. 30–49쪽. doi:10.1016/j.aos.2012.11.002. S2CID 44146410. 2019년 7월 5일에 원본 문서 (PDF)에서 보존된 문서. 2019년 9월 17일에 확인함.
29. ↑  Knapp, Robert (2008). “Wholesome Design for Wicked Problems”. 《Public Sphere Project》. 2015년 11월 8일에 확인함.
30. ↑  Ferlie, E.; Fitzgerald, L.; McGivern, G.; Dopson, S.; Bennett, C. (2013). 《Making Wicked Problems Governable?: The Case of Managed Networks in Health Care》. 옥스퍼드 대학교 출판부. ISBN 978-0-19-164142-8.
31. ↑  Ferlie, E.; McGivern, G.; Fitzgerald, L. (2012). 《A New Mode of Organising in Health Care? UK Cancer Services & Governmentality》. 《Social Science & Medicine》 74. 340–7쪽. doi:10.1016/j.socscimed.2011.03.021. PMID 21501913.
32. ↑  Ferlie, E.; McGivern, G.; Fitzgerald, L.; Dopson, S.; Bennett, C. (2011). 《Public Policy Networks & 'Wicked Problems': A Nascent Solution?》. 《Public Administration》 89. 307–324쪽. doi:10.1111/j.1467-9299.2010.01896.x.
33. ↑  Rosenhead, Jonathan (2013). 〈Problem structuring methods〉.   Gass, Saul I.; Fu, Michael C. 《Encyclopedia of operations research and management science》 3판. New York; London: 스프링거. 1162–1172쪽. doi:10.1007/978-1-4419-1153-7_806. ISBN 978-1-4419-1137-7. OCLC 751832290.
34. ↑  Ackoff 1974.
35. ↑  Horn & Weber 2007.
36. ↑  DeGrace & Stahl 1990.
37. ↑  Conklin 2003b.
38. ↑  Sølvberg & Kung 1993.
39. ↑  Levin 외. 2012.
40. ↑  Lazarus 2009.

### 참고 자료
- Ackoff, Russell (1974). 〈"Systems, Messes, and Interactive Planning" Portions of Chapters 1 and 2〉. 《Redesigning the Future》. London: Wiley. ISBN 9780471002963.
- Camillus, J.C. (2008). 《Strategy as a Wicked Problem》. 《하버드 비즈니스 리뷰》 86. 98–101쪽.
- Conklin, Jeff (2003). 〈Dialog Mapping: Reflections on an Industrial Strength Case Study〉 (PDF). 《Visualizing Argumentation 2003》. 117–136쪽.
- Conklin, Jeff (2003b). 《Dialog Mapping: An Approach for Wicked Problems》. CogNexus Institute.
- Conklin, Jeffrey (2006). 《Dialogue mapping: building shared understanding of wicked problems》. Chichester, England: Wiley. ISBN 978-0-470-01768-5.
- Conklin, Jeff; Basadur, Min; VanPatter, GK (2007a). 《Rethinking Wicked Problems: Unpacking Paradigms, Bridging Universes (Part 1 of 2)》. 《NextDesign Leadership Institute Journal》.
- Conklin, Jeff; Basadur, Min; VanPatter, GK (2007b). 《Rethinking Wicked Problems: Unpacking Paradigms, Bridging Universes (Part 2 of 2)》. 《NextDesign Leadership Institute Journal》.
- Courtney, James F (2001). 《Decision making and knowledge management in inquiring organizations: toward a new decision-making paradigm for DSS》. 《Decision Support Systems》 31. 17–38쪽. doi:10.1016/s0167-9236(00)00117-2. ISSN 0167-9236.
- Horn, Robert E.; Weber, Robert P. (2007). 《New Tools For Resolving Wicked Problems: Mess Mapping and Resolution Mapping Processes》 (PDF). Strategy Kinetics L.L.C.
- DeGrace, Peter; Stahl, L. Hulet (1990). 《Wicked Problems, Righteous Solutions: A Catalog of Modern Engineering Paradigms》. Yourdon Press. ISBN 978-0-13-590126-7.
- Hulme, Mike (2009). 《Why We Disagree about Climate Change: Understanding Controversy, Inaction and Opportunity》. Cambridge University Press. ISBN 978-1-107-26889-0.
- Kirschner, P.; Shum, S.J.B; Carr, C.S., 편집. (2003). 《Visualizing Argumentation – Tools for Collaborative and Educational Sense-Making》. Springer. ISBN 978-1-4471-0037-9.
- Kunz, Werner; Rittel, Horst W.J. (July 1970). 《Issues as Elements of Information Systems》. Institute of Urban and Regional Development, University of California, Berkeley. Working paper no. 131.
- Lazarus, Richard James (July 2009). 《Super Wicked Problems and Climate Change: Restraining the Present to Liberate the Future》. 《코넬 로 리뷰》 94. Georgetown Public Law Research No. 1302623.
- Levin, Kelly; Cashore, Benjamin; Bernstein, Steven; Auld, Graeme (2012년 5월 23일). 《Overcoming the tragedy of super wicked problems: constraining our future selves to ameliorate global climate change》. 《정책 과학》 45. 123–152쪽. doi:10.1007/s11077-012-9151-0. S2CID 153744625.
- Ritchey, Tom (2013) [2005]. 《Wicked Problems: Modelling Social Messes with Morphological Analysis》. 《Acta Morphologica Generalis》 2. ISSN 2001-2241. 2017년 10월 7일에 확인함.
- Rittel, H. (1972). 《On the Planning Crisis: Systems Analysis of the 'First and Second Generations》 (PDF). 《Bedriftskonomen》 8.
- Rittel, H.W.J (1988). The Reasoning of Designers (보고서). Stuttgart: Institut fur Grundlagen der Planung. Working Paper A-88-4..
- Roberts, N.C. (2000). 《Wicked Problems and Network Approaches to Resolution》. 《International Public Management Review》 1 (International Public Management Network). 2017년 10월 7일에 확인함.
- Shum, Simon J. Buckingham (2003). 〈The Roots of Computer Supported Argument Visualization〉 (PDF). 《Visualizing Argumentation 2003》. Computer Supported Cooperative Work. 3–24쪽. doi:10.1007/978-1-4471-0037-9_1. ISBN 978-1-85233-664-6. S2CID 55421878.
- Sølvberg, Arne; Kung, David (1993). 《An Introduction to Information Systems Engineering》. Springer.
- Stolterman, E. (2008). 《The Nature of Design Practice and Implications for Interaction Design Research》. 《International Journal of Design》 2. 55–65쪽.

### 더 읽어보기
- Buchanan, R. (1992). Wicked Problems in Design Thinking. Design Issues, Vol. 8, No. 2, (Spring, 1992), pp. 5–21: http://web.mit.edu/jrankin/www/engin_as_lib_art/Design_thinking.pdf
- Brown, Valerie A. and Harris, John A. and Russell, Jacqueline Y; "Tackling wicked problems : through the transdisciplinary imagination" Edited by Valerie A. Brown, John A. Harris and Jacqueline Y. Russell 어스스캔, London; Washington, DC : 2010. ISBN 978-1-84407-925-4.
- Conklin, Jeff; Building Shared Understanding of Wicked Problems, Rotman Magazine, the alumni magazine of 로트먼 경영대학원  (Winter 2009).
- Culmsee, Paul; Awati, Kailash . The Heretic's Guide to Best Practices: The Reality of Managing Complex Problems in Organisations. iUniverse Star, 2013.
- Horn, Robert E., Knowledge Mapping for Complex Social Messes 보관됨 2008-05-15 - 웨이백 머신, a 스탠퍼드 대학교 presentation to the "Foundations in the Knowledge Economy" conference at the 데이비드 앤드 루실 패커드 재단, July 16, 2001
- Levin, K.; Cashore, B.; Bernstein, S.; Auld, G. (2009). 《Playing it forward: Path dependency, progressive incrementalism, and the 'Super Wicked' problem of global climate change》 (PDF). 《IOP Conference Series: Earth and Environmental Science》 50. 502002쪽. Bibcode:2009E&ES....6X2002L. doi:10.1088/1755-1307/6/50/502002. S2CID 250682896. 2013년 4월 9일에 원본 문서 (PDF)에서 보존된 문서. 2012년 5월 10일에 확인함.
- Kolko, Jon; Wicked Problems: Problems Worth Solving, a free book available online, 2012
- Richardson, Adam; Wicked Problems: Today's business problems can be impossible to define, let alone solve, Fall 2006
- Ritchey, Tom (2011). 《Wicked problems – Social messes: Decision support modelling with morphological analysis》. Berlin: Springer. ISBN 978-3-642-19653-9.
- Rittel, Horst; "Second Generation Design Methods," Interview in Design Methods Group, 5th Anniversary Report, DMG Occasional Paper 1, 1972, pp. 5–10. Reprinted in N. Cross (ed.), Developments in Design Methodology, John Wiley & Sons, Chichester, 1984, pp. 317–327.
- Shum, Simon J. Buckingham; Albert M. Selvin, Maarten Sierhuis, Jeffrey Conklin, Charles B. Haley, Bashar Nuseibeh; Hypermedia Support for Argumentation-Based Rationale: 15 Years on from gIBIS and QOC, December 2005